# Новые Черкассы
Новые Черкассы (баш. Яңы Черкассы) — посёлок в составе городского округа город Уфа, находящийся в Новочеркасском сельсовете, подчинённом Орджоникидзевскому району .

## Население
В 2002 г. в посёлке проживало 1878 постоянных жителей (69 % русских).

## Улицы
- ул. Нефтяников;
- ул. Пионерская;
- ул. Юрия Гагарина;

## Предприятия
Рядом находится ЛПДС «Черкассы» АК «Транснефть», АО «Транснефть-Урал», полигон твердых бытовых отходов, птицефабрика.

## Образование и культура
- Черкасская средняя общеобразовательная школа.
- Муниципальное бюджетное учреждение Дом культуры «Заря» городского округа город Уфа Республики Башкортостан